# Vendoire
Vendoire (okzitanisch Vendeira) ist ein südwestfranzösischer Ort und eine Gemeinde (commune) mit 135 Einwohnern (Stand: 1. Januar 2022) im Westen des Départements Dordogne in der Region Nouvelle-Aquitaine (vor 2016: Aquitanien). Die Gemeinde besteht aus dem Hauptort sowie mehreren Weilern (hameaux) und Einzelgehöften (fermes). Die Bewohner werden Vendoiriens und Vendoiriennes genannt.

## Lage und Klima
Der Ort Vendoire liegt in der alten Kulturlandschaft des Périgord gut 50 km (Fahrtstrecke) nordwestlich von Périgueux bzw. gut 22 km nördlich von Ribérac in einer Höhe von ca. 125 m. Das Klima ist gemäßigt; Regen (ca. 859 mm/Jahr) fällt übers Jahr verteilt.

## Bevölkerungsentwicklung
| Jahr      | 1800 | 1851 | 1901 | 1954 | 1999 | 2015 | 2020 |
| Einwohner | 466  | 532  | 420  | 258  | 149  | 141  | 129  |

Der kontinuierliche Bevölkerungsrückgang seit der zweiten Hälfte des 19. Jahrhunderts ist im Wesentlichen auf die Reblauskrise im Weinbau und die Mechanisierung der Landwirtschaft zurückzuführen; hinzu kommt die immer noch anhaltende Schließung von bäuerlichen Kleinbetrieben.

## Wirtschaft
Die Gemeinde ist immer noch in hohem Maße land- und forstwirtschaftlich geprägt; der in früheren Zeiten durchaus bedeutsame Weinbau spielt jedoch kaum noch eine Rolle. Im Ort selber haben sich Kleinhändler, Handwerker und Dienstleister niedergelassen. Seit den 1960er Jahren werden einige der leerstehenden Häuser als Ferienwohnungen (gîtes) vermietet.

## Geschichte
Die örtliche Pfarrkirche stammt aus dem 12. Jahrhundert; aus dem 13./14. Jahrhundert sind die Ortsnamen Venduira, Vendueyra  und Vendoyra überliefert.

## Sehenswürdigkeiten
- Das örtliche Schloss, auch Château de Bourzac genannt, befindet sich nahe einem frühmittelalterlichen Festungshügel (motte) im Ortszentrum (bourg). Der zweigeschossige Bau besteht aus einem mittleren Wohntrakt (logis) und zwei risalitartig vorspringenden Seitenflügeln mit Mansardendach und barocken Lukarnenfenstern. Über den schlichten Portalen auf beiden Seiten des Mitteltrakts prangt jeweils ein prächtiges steinernes Wappen. Der in Privatbesitz befindliche Bau ist seit dem Jahr 2000 in die Liste des nationalen Denkmalinventars (Base Mérimée) aufgenommen.[3]
- Die einschiffige romanische Église Notre-Dame-de-l’Assomption stammt aus dem 12. Jahrhundert. Die Westfassade ist nach charenteser Vorbild nach einem Triumphbogenschema gestaltet, wobei die beiden äußeren Bögen geschlossen sind; das Mittelportal ist mehrfach zurückgestuft. Der Kirchenbau ist seit dem Jahr 1948 als Monument historique eingeschrieben.[4][5]

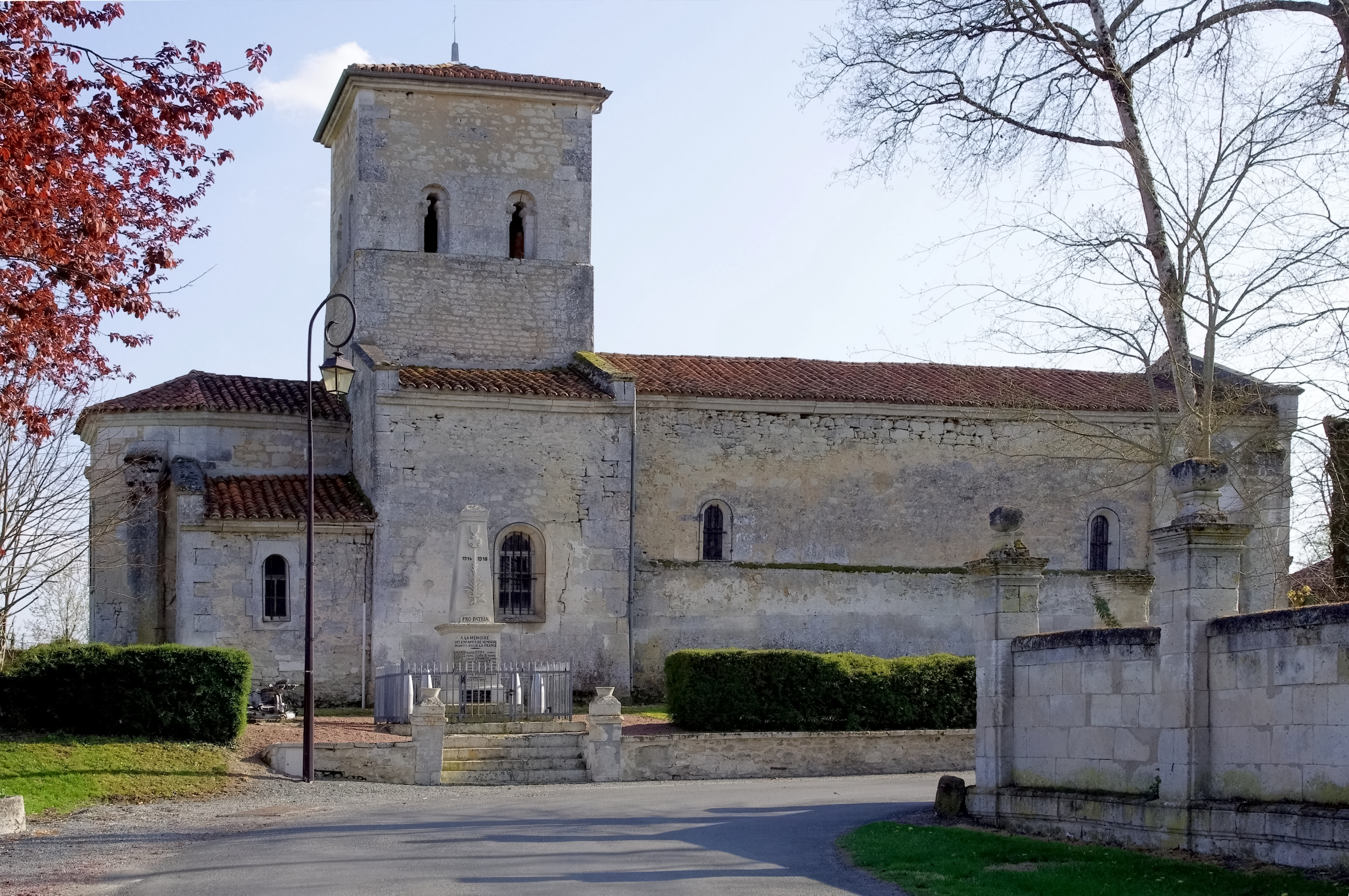
Kirche Notre-Dame-de-l’Assomption
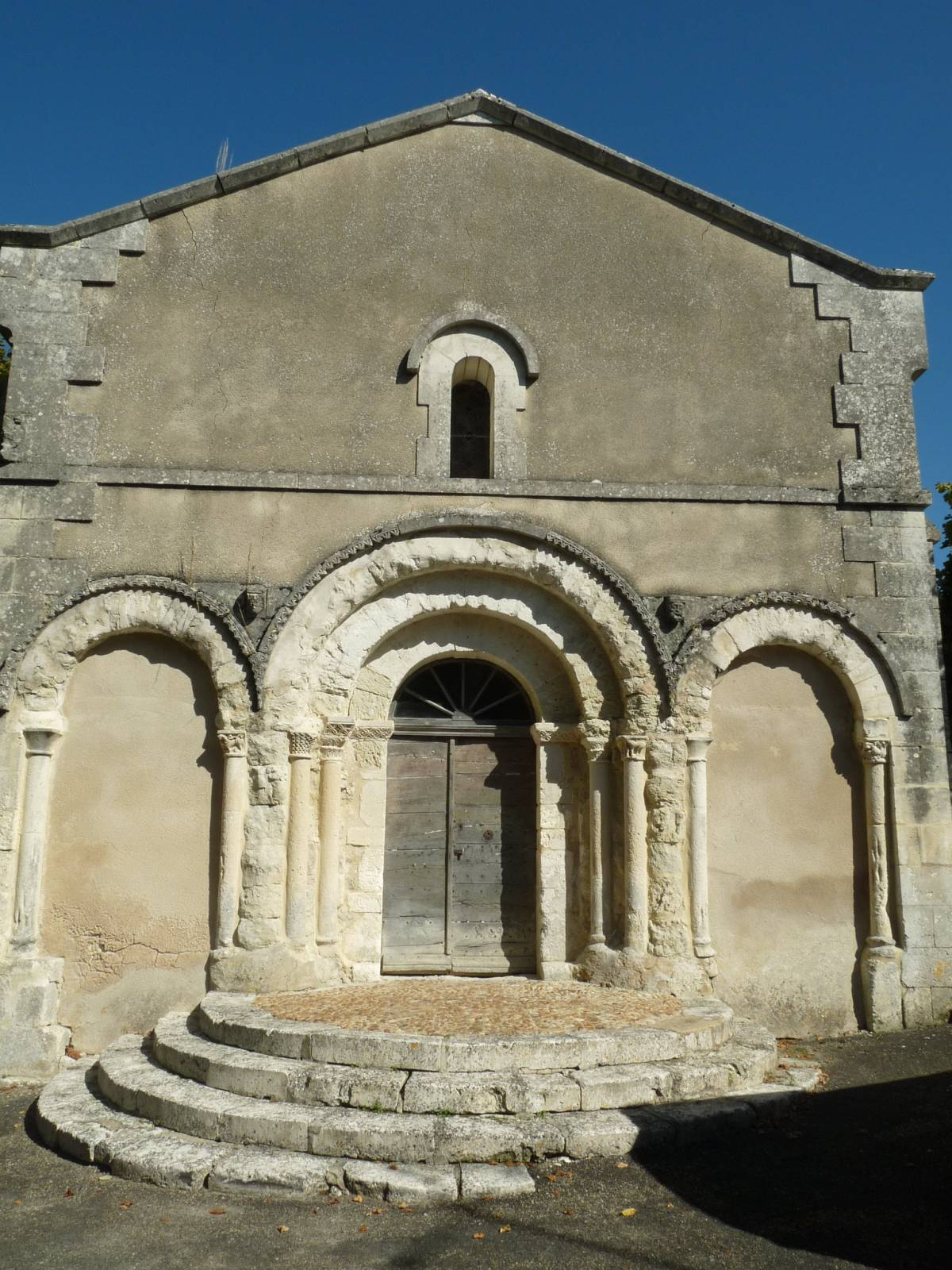
Westfassade der Kirche
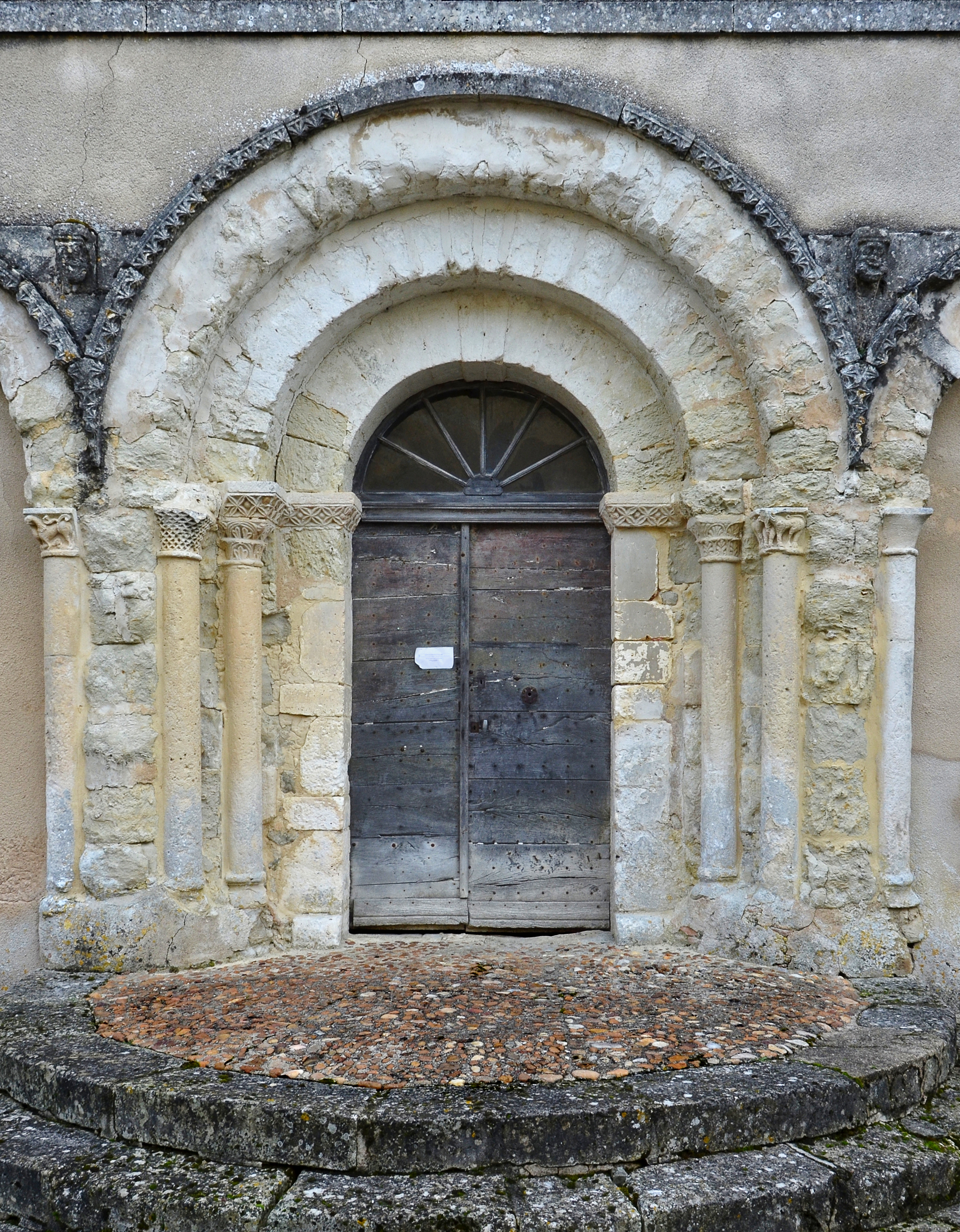
Portal der Kirche